# القاع
القاع هي إحدى القرى اللبنانية من قرى قضاء بعلبك في محافظة بعلبك الهرمل.

## جغرافيتها.
تقع القاع في قضاء بعلبك، وتبعد حوالي (136) كم عن بيروت عاصمة لبنان، عبر زحلة - بعلبك. وتتصل بحمص عبر الطريق الحدودية المسماه " جادة الرئيس حافظ الاسد" والتي تم تدشينها عام 2001م، القاع ترتفع حوالي (657) مترا عن سطح البحر وتمتد على مساحة تُقدَّر بـ 1291 هكتاراً. يعتبر مناخها شبه صحراوي فهو حار صيفا وبارد شتاء وتهب عليها العواصف الرملية. يحدها من الشمال الحدود مع سوريا ومن الجنوب بلدة رأس بعلبك ومن الشرق الجبل الشرقي ومن الغرب بلدة الهرمل. يبلغ عدد سكانها حوالي 12 ألف نسمة. تبلغ مساحة أراضيها حوالي (7500) هكتاراً، أبرز زراعاتها تتمثل في المشمش والحبوب والبصل.

## التسمية والآثار.
اسمها الكامل " قاع بعيون" ويقول أنيس فريحة أن أصل الاسم هو عربي «ومعناه الأرض السهلة المطمئنة وقد انفرجت عنها الجبال. اما بعيون فهي دمج لعبارة " أبو عيون" والمقضزد هنا عيون الماء وإن كان سريانيا،... فهو تصحيف البقاع ويعني السهل والوادي المنبسط»
القرية فيها بقايا "قلعة القاع" التي بنيت في عهد الأمير فخر الدين الكبير قرابة عام (1640)م وكان علي مسافة (2) كم منها برج مراقبة على رأس تلة يتصل بها عبر نفق أرضي، وقد جر الامير المياه إلي المنطقة محولاً نهرًا كاملاً مصدره اللبوة عن مجراه الطبيعي عبر قناة. وكانت زنوبيا ملكة تدمر قد أمرت بحفرها في الصخر لنقل المياه إلي تدمر. وكان في هذه المنطقة خانات كبيرة حيث تستريح القوافل القادمة من حلب إلى الشام.

## السياحة الدينية في القاع
اشتهرت القاع بتعدد الكنائس والأديرة فيها، ما جعل منها محطةً رئيسةً يقصدها الزوار والسكان للصلاة والدعاء والتقرب من الله، وأهم هذه الكنائس :
- كابيلا القديسة تريزا: بعد زيارة رفات القديسة تريزا الطفل يسوع الى القاع، قام بعض الشبان بتشييد كنيسة صغيرة على اسمها مختارين موقعاً مميزاً في وسط سفح الجبل الشرقي ومذبحها وجرن العِماد فيها محفوران في صخرة واحدة.
- دير مار مروان العاصي: هو مغارة في الصخر على كتف نهر العاصي، في القرن الخامس، عاش فيها تلامذة مار مارون هرباً من الاضطهاد، قامت الرهبانية اللبنانية المارونية بترميمها وتنشيط العمل والزيارات اليها حيث يقام كل أحد القداس الالهي فيها عند الساعة الثانية عشر ظهراً.
- كنيسة مار الياس: من أكبر كنائس لبنان والشرق، بوشر في بنائها في العام 1954، وتقع في محاذاة الطريق الدولية في منطقة تجذب أنظار كل العابرين بين لبنان وسوريا، وفي موقع مميّز لإطلالته على الشارع الرئيسي لبلدة القاع حاضناً معظم بيوتها ومنازلها. ولا تزال الأعمال التجميلية متواصلة فيها.
- كنيسة مار جاورجيوس: يُعتبر القديس جاورجيوس شفيعاً للقاع، لذلك تحمل أقدم كنيسة في البلدة اسمه، وهي بُنيت منذ مئات السنين وقد انعكس ذلك على حالتها قبل ان تتم ازالة الكنيسة المبنية من اللبن والطين في عام 1970، وبنيت كنيسة جديدة في المكان نفسه والاتجاه نفسه، وقد حافظ البناؤون على الشكل الهندسي للكنيسة القديمة بسبب تعلق أبناء البلدة بها وخصوصاً انها كانت مرتبطة بتاريخ البلدة وأهاليها.
- كنيسة مار شربل: بُنيت مكان المنزل الذي نذرته أرملة مطانوس موسى جريج التي اشترت صورة لمار شربل من البائع الذي مرّ بها ببعض البرغل الموجود في منزلها، وبعدها تكرر وجود البرغل في الوعاء لعدة مرات بشفاعة القديس شربل.
- دير سيدة التلة.

## عائلاتها
غالبية العائلات التي تسكن القاع من المسيحيين، وأبرز هذه العائلات: البشراوي، بشور، بيطار، التوم، توما، جريج، حبيب، رزق، سابا، سعد، سكاف، شحود، شلهوب، ضاهر، ضو، عاد، عوض، فارس، فاضل، فرحة، فرنسيس، كرامة، كلاس، تدور، نصر الله، ليوس، مخلوف، مطر، تادر، ندور، نعمة، نعوس، وهبة.
وللبلدة مكانة خاصة في تاريخ لبنان السياسي، خصوصًا وأنّ مسيحيي هذه البلدة صمدوا في وجه جميع محاولات التهجير المسلحة التي تعرّضوا لها، منذ بدء الحرب الاهلية اللبنانية.

## أعلام القرية وأهم مناسباتها
هناك مجموعة من الأعلام المشهوريين من قرية القاع، منهم سهيل سابا وهو رجل أعمال وموسيقي وعضو شبيبة لبنان الموسيقية، شارك في تأسيس مهرجانات بعلبك، أنشأ منحة دراسية في الكلية الملكية للموسيقى مخصصة لطلاب منطقته، ومن الشخصيات الأخرى كلود شلهوب وهو موسيقي، ومروان فارس - أستاذ جامعي وسياسي.
أهم المناسبات التي تخص قرية القاع، عيد مار جرجس (23 نيسان)، وعيد ارتفاع الصليب (14 أيلول) .